# Tyranneau à tête cendrée
Tyranniscus cinereiceps
Ne doit pas être confondu avec Tyranneau à tête brune.
Espèce
Statut de conservation UICN

 LC  : Préoccupation mineure
Le Tyranneau à tête cendrée (Tyranniscus cinereiceps) est une espèce de passereau de la famille des Tyrannidae,.

## Distribution
Cet oiseau vit dans les Andes, de la Colombie à l'Équateur et au sud du Pérou (département de Puno),,.

## Systématique
Cette espèce est monotypique selon la classification de référence du Congrès ornithologique international (version 9.1, 2019).